# Conchagua
Conchagua è un comune del dipartimento di La Unión, in El Salvador.
La città prende il nome dal vicino vulcano.